# دايفيد وايت
دايفيد وايت (بالإنجليزية: David White)‏ (4 أبريل 1916 - 27 نوفمبر 1990)، هو ممثل، وممثل مسرحي، وممثل تلفزيوني، وضابط، من الولايات المتحدة الأمريكية، ولد في دنفر، كولورادو، توفي عن عمر يناهز 74 عاماً بسبب نوبة قلبية.

## التعليم
تعلم في كلية لوس أنجلوس سيتي ‏.

## الخدمة العسكرية
خدم في قوات مشاة بحرية الولايات المتحدة.

## وصلات خارجية
- دايفيد وايت على موقع IMDb (الإنجليزية)
- دايفيد وايت على موقع ألو سيني (الفرنسية)
- دايفيد وايت على موقع أول موفي (الإنجليزية)
- دايفيد وايت على موقع قاعدة بيانات برودواي على الإنترنت (الإنجليزية)
- دايفيد وايت على موقع قاعدة بيانات الأفلام السويدية (السويدية)
- دايفيد وايت على موقع إن إن دي بي (الإنجليزية)
- دايفيد وايت على موقع قاعدة بيانات الفيلم (الإنجليزية)
- دايفيد وايت على موقع كينوبويسك (الروسية)